# Valjak
Valjak ili cilindar (njem. Zylinder < lat. cylindrus < grč. ϰύλıνδρος) je oblo geometrijsko tijelo, omeđeno dvama sukladnim krugovima koji leže u usporednim ravninama i dijelom zakrivljene plohe. Krugove nazivamo baze valjka, a zakrivljenu plohu nazivamo plašt valjka. Visina valjka je međusobna udaljenost baza. Kod uspravnog valjka visina je spojnica središta baza. Valjak je rotacijsko tijelo, jer nastaje rotacijom pravokutnika oko jedne svoje stranice.
Stari Babilonci i Egipćani su znali približno izračunati volumen valjka, dok je Arhimed u staroj Grčkoj bio prvi koji ga je točno izveo.

## Obujam valjka
{\displaystyle {\mathit {V}}={\mathit {r}}^{2}\pi h}
gdje je r polumjer baze, a h visina valjka.

## Oplošje valjka
{\displaystyle O=2r\pi (r+h)}
gdje je r  polumjer baze, a h visina valjka.